# Anse Etoile

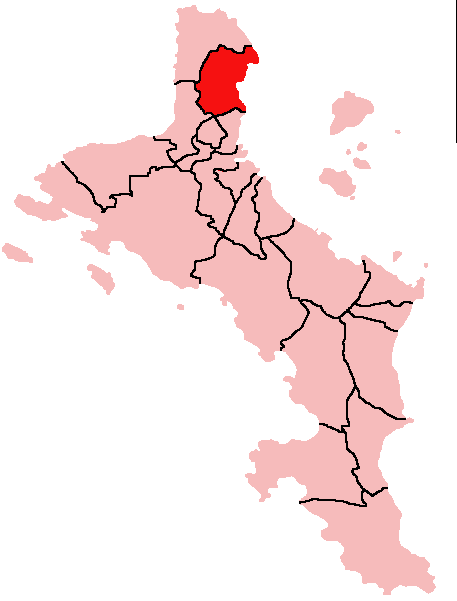
Położenie dystryktu Anse Etoile na wyspie Mahé

Anse Etoile – dystrykt w północnej części wyspy Mahé; 4 272 mieszkańców (2002).